# Аристархос Гилас
Аристархос Христу Гилас (на гръцки: Αρίσταρχος Χρήστου Γκίλλας) е гръцки политик от втората половина на XX век.

## Биография
Роден е в 1918 година в южномакедонския град Воден, Гърция. Завършва право в Солунския университет. Избран е за депутат от ном Пела от Националния радикален съюз в 1958 година и преизбран в 1961 и 1964 година.
След падането на военния режим в Гърция, е отново избран за депутат от ном Пела на изборите през 1977 година от Нова демокрация. Избран е за заместник-председател на парламента.